# Юзеф Галлер
Юзеф Галлер (пол. Józef Haller; 19 серпня 1873, с. Юрчиці поблизу міста Краків, Австро-Угорщина — 4 червня 1960, м. Лондон, Велика Британія) — генерал-лейтенант польської армії, легіонер Польських легіонів, скаутмайстер (найвищий ранг інструктора скаутингу в Польщі), президент Польської асоціації скаутів і гідів (ZHP), й політичний та соціальний активіст. Двоюрідний брат генерала Станіслава Галлера.
Галлер народився у Юрчицях. Навчався у Віденьській технічній військовій академії і згодом (1895—1906) служив у Австрійському війську, пішов у відставку після досягнення звання капітана. Підтримував парамілітарну незалежницьку польську організацію Сокіл. У 1916 році, під час Першої світової війни, став командиром Другої бригади Польських легіонів, зокрема частин, які воювали проти Росії на Східному фронті.
У 1918 році, після «атаки на Раранчу», як командир 2-го польського допоміжного корпусу австрійської армії, Галлер прорвався через лінію австро-російського фронту в Україну, де об'єднав свої війська з польськими загонами, які залишили царську армію. Він протестував проти Берестейського мирного договору і продовжував боротьбу з росіянами зі своєю ІІ бригадою польських легіонів (пізніше 4-та і 5-та стрілецькі дивізії 2-го польського корпусу). Під тиском німців, які після Берестейського миру вважали перебування польських військ в Україні незаконним, а також запеклого бою між поляками та німцями під Каневом (10 травня 1918 р., втрати 2500 осіб), його корпус було інтерновано, а самому бригадиру вдалося втекти до Москви.
Згодом, дорогою через Мурманськ, у липні 1918 року він прибув до Франції, де від імені Польського національного комітету створив так звану Блакитну армію (за кольором її французьких одностроїв, також відому як Армія Галлера). Протягом наступних кількох місяців його армія, союзна Антанті, воюватиме проти Німеччини. У 1919 році на чолі нової армії прибув до Польщі і був направлений на Український фронт. У 1920 році Галлер захопив Померанію і вступив в Данциг (Гданськ) від імені Польщі, а під час польсько-радянської війни командував армією добровольців. Він також був генеральним інспектором армії та членом Військової ради.
У 1920—1927 роках Галлер був депутатом сейму. Після обрання Габріеля Нарутовича президентом республіки в грудні 1922 року Галлер впав у немилість. Після травневого перевороту 1926 р. був звільнений у відставку. Він був співорганізатором опозиційної партії «Фронт Морж».
Під час нападу на Польщу (1939) Галлер жив за кордоном. У 1940—1943 роках був міністром освіти в уряді Владислава Сікорського. Після 1945 р. оселився в Лондоні як емігрант і не брав активної участі в емігрантській польській політичній діяльності.

## Ранні роки

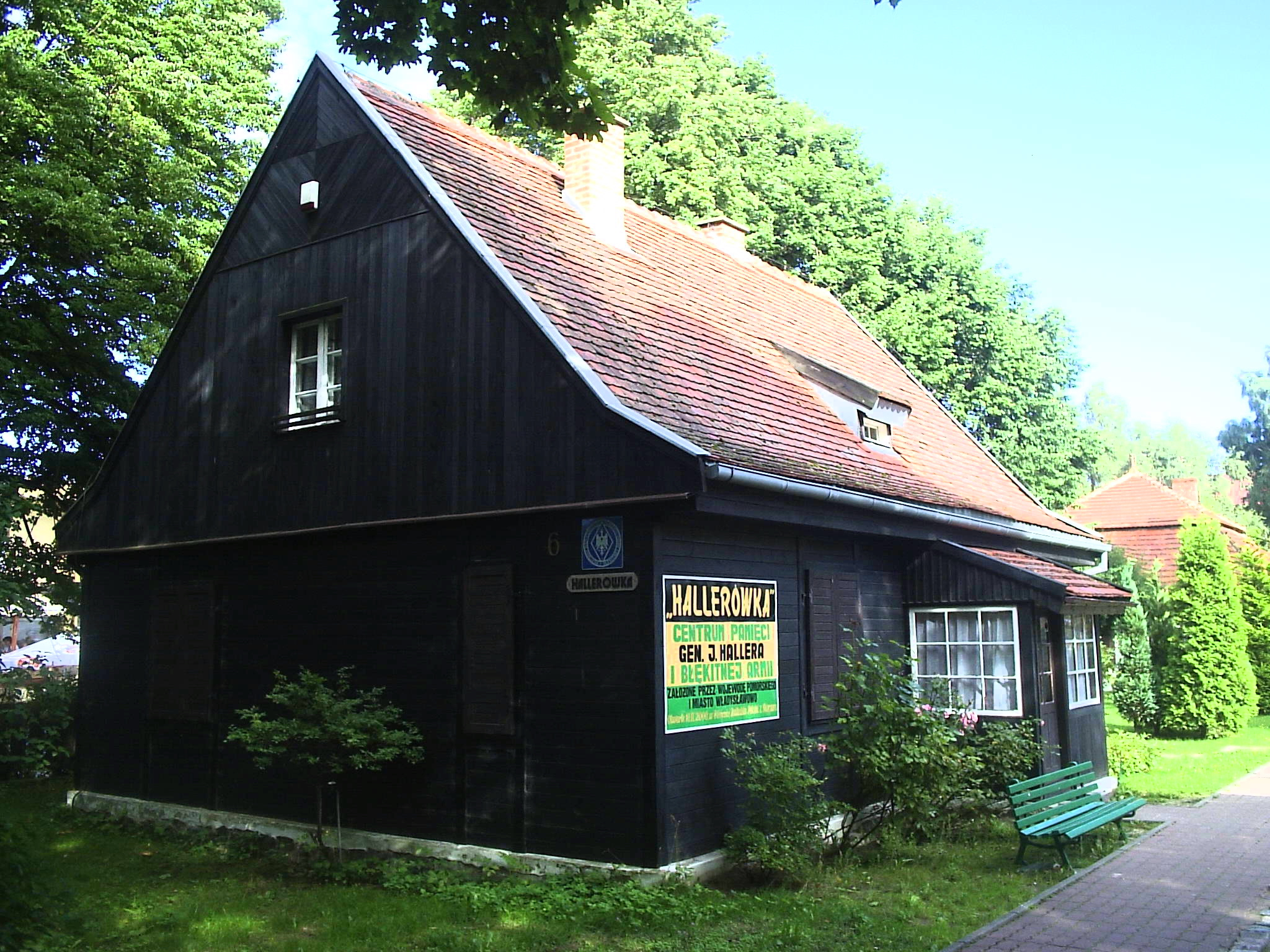
Будинок Юзефа Галлера у Владиславово

Галлер народився 13 серпня 1873 року в невеликому селі під назвою Юрчиці поблизу Кракова (міський район Скавіна), у Королівстві Галичини та Лодомерії в Австро-Угорській імперії. Юзеф був третьою дитиною шляхтича (польської шляхти) Генрика Галлера фон Галленбурга та Ольги Третер. Одним із його предків був Ян Галлер, книготорговець і власник першої друкарні в Польщі в XVI столітті. Батько Юзефа Галлера брав участь у невдалому січневому повстанні проти поділу, а його дід по матері був капітаном польської армії під час листопадового повстання. Він також був нагороджений лицарським хрестом Virtuti Militari.
Раннє дитинство Юзеф провів у селі, де до дев'яти років ріс разом із братами та сестрами. Як і інші члени родини, він належав до католицьких організацій, таких як Содальність Богоматері (Sodalicja Mariańska), яка популяризувала шанування Діви Марії, і Третій світський францисканський орден. Сильний патріотизм і релігійність були глибоко вкорінені в сімейному житті Галлера і сильно вплинули на молодого Юзефа. Ті сімейні цінності — патріотизм і релігія — які сформували його особистість, визначили його подальші рішення.
У 1882 році родина Галлерів переїхала до міста Лемберг (Львів), де Юзеф відвідував місцеву німецьку гімназію. Згодом він продовжив освіту у військовій нижчій реальній школі (середній школі) в Кашау, Угорщина (нинішня Словаччина), а потім у вищій реальній школі у Вайскірхені в Моравії, яку також відвідували деякі австрійські ерцгерцоги та європейські королівські особи. Згодом він навчався на артилерійському факультеті Віденської Терезіанської військової академії.

## Австро-Угорська армія

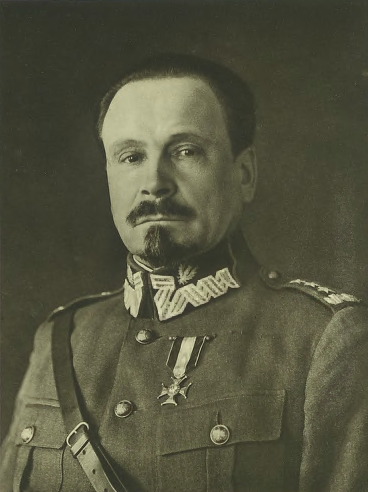
Галлер у польській формі

Коли Юзеф Галлер закінчив університет, йому було присвоєно звання другого лейтенанта, а потім розпочав свою 15-річну службу в австро-угорській армії. У 1895—1910 рр. служив в 11 артилерійському полку у Львові. У 1903 році Юзеф одружився з Олександрою Сала, а в 1906 році у нього народився син Ерік. Не раз перебував у маєтку своєї дружини в селі Трубчині (нині Борщівського району Тернопільської області).
У 1910 році Юзеф звільнився з австро-угорської армії, заявивши, що «оскільки він досяг чину капітана і він не може навчитися нічого нового в австрійській артилерії, він залишає армію, щоб служити країні якимось іншим способом допоки він буде потрібен своїй Батьківщині».

## Соціальна робота
Звільнившись з армії, Галлер присвятив себе громадській роботі. Він був активним учасником фермерського кооперативного руху, де досяг значних успіхів. У 1912 році він обійняв посаду інспектора в Асоціації фермерів (Towarzystwo Kółek Rolniczych). В його обов'язки входила організація сільськогосподарських, фермерських і молочних курсів. Він також був членом Скаутського руху та Польського гімнастичних товариств «Сокіл» (Sokół), які були засновані в 1911 році. Деякі з його пріоритетів там були мілітаризувати «Сокіл» і полонізувати Скаутський рух, а потім перетворити його на «harcerstwo», який є польським еквівалентом скаутингу (основна відмінність між більшістю скаутських організацій і польським Harcerstwo описана Анджеєм Малковським як Harcerstwo — це скаутство плюс незалежність).
З середини 1912 року Галлер працював військовим інструктором: створював сокільські загони, організовував таємні солдатські, унтер-офіцерські та офіцерські курси для польської молоді. У 1913 році разом з іншими колегами він розробив зразки значків і термінологію для «harcerstwo», багато з яких використовуються досі. Він зробив великий внесок у створення скаутського хреста, де запропонував поєднати деякі елементи Мальтійського хреста та польського ордена Virtuti Militari.

## Перша світова війна

### Східний легіон
Коли почалася Велика війна, це був знак для мобілізації польських патріотичних парамілітарних організацій. 27 серпня 1914 року Юзеф Пілсудський видав наказ, у якому проголосив формування польських легіонів. На основі ордену у Львові було сформовано Східний легіон під командуванням генерала Адама Петрашкевича. Галлер був одним із засновників цієї формації, яка є поєднанням сокільських польових бригад (Drużyny Polowe), бригад Бартоша і польських стрілецьких загонів (Polskie Drużyny Strzeleckie). У той час невдачі Австрії в Галичині призвели до окупації Львова та всієї території Східної Галичини російською армією. Легіон мусив відійти в околиці Мшани Дольної. Хоча підрозділ був повністю сформований, він не брав участі в бою. Через падіння морального духу солдатів і опір проти присяги на вірність австрійському імператору легіон було розпущено.

### Польські легіони

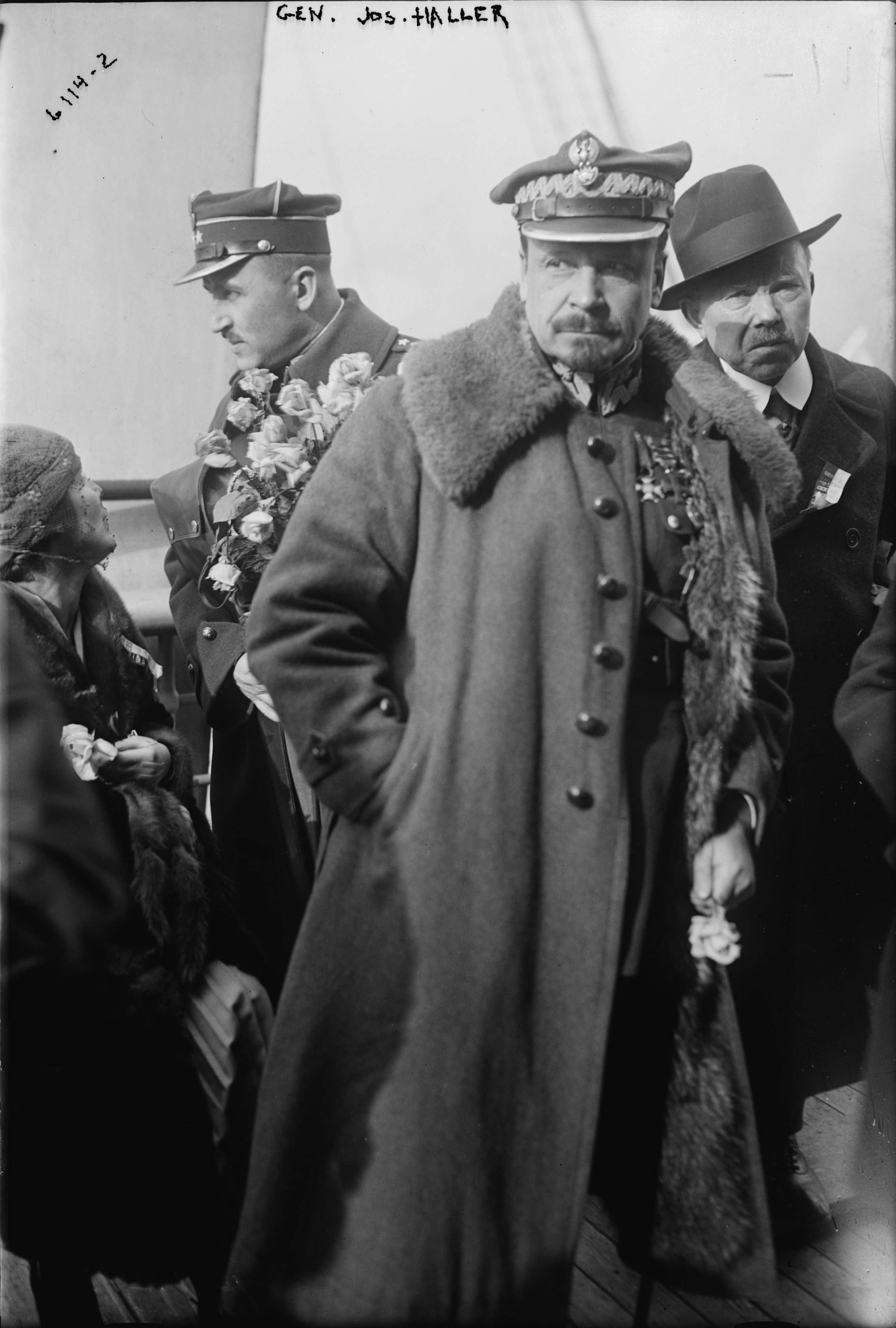
Юзеф Галлер на недатованому фото

Солдати, які були за продовження війни проти Російської імперії, підпорядковувалися вказівкам Йозефа Галлера. Він став командиром 3-го піхотного полку легіонів після його попередньої реорганізації. Тоді отримав звання підполковника. 30 вересня 1914 р. Галлер разом із військовим підрозділом, що знаходився під його керівництвом, залишив Краків і вирушив на лінію фронту у Східні Карпати. Незважаючи на погані кліматичні та топографічні умови, бригада підтримувала оборону Карпат і перешкоджала доступу Росії до Угорщини.
На початку жовтня 1914 року бригада вийшла на угорську сторону Карпат. 12 жовтня війська 3-го полку піхоти легіонів під командуванням Галлера здолали село Рафайлова в Галичині. 22 і 23 жовтня головні частини дійшли до села через прокладений саперами шлях біля гори Пантир у Ґорґанах (згодом він отримав назву Перевал легіонів) і штурмували Станіславів. 24 жовтня війська розгромили Надвірну. Через п'ять днів відбулася Молотковська битва. Невдача відкинула солдатів Галлера назад до Рафайлової. У листопаді бригада була розділена на дві окремі частини. Бригада Галлера залишилася в Рафайлові, а інші продовжували бій на Гуцульщині та Буковині.
У ніч на 24 січня 1915 року росіяни атакували 3-й піхотний полк легіонів. Польські вояки не очікували наступу. Проте завдяки діям свого командира вони розбили ворога і взяли багато військовополонених. Постійна боротьба призвела до втрат близько 50 % бійців. Після успішної оборони та стабілізації на лінії фронту підполковник Галлер передав керівництво 3-м піхотним полком легіонів майору Генрику Мінкевичу, водночас залишившись у 2-й піхотній бригаді легіонів як старший офіцер командира. 14 березня 1915 р. отримав звання полковника.
Перебуваючи у тимчасовій відпустці в Ченстоховій, у травні 1915 року Галлер постраждав в автомобільній катастрофі. 10 місяців він відновлювався в лікарні. Навесні 1916 р. Галлер став членом Ради полковників, до складу якої входили керівники військових підрозділів легіонів, і діяв в опозиції до штабу легіонів, який відстоював політику Австрії. У липні 1918 року Галлер отримав призначення командувати 2-ю піхотною бригадою легіонів, яке він прийняв.

### Польська стрілецька дивізія
15 лютого 1918 року Галлер поставив під сумнів підсумки Берестейського мирного договору, які зменшували шанси на створення незалежної Польщі. Разом з ІІ бригадою польських легіонів та рештою польських вояків Галлер прорвав лінію фронту під Раранчою. і приєднався до польських військ у Російській імперії. Він отримав звання командира новосформованої польської 5-ї Сибірської стрілецької дивізії.
З 28 березня 1918 року керував військовими частинами 2-го польського корпусу в Україні. 7 квітня 1918 року Галлер був призначений генералом. Легіони під командуванням Галлера були натхненні рухом національної демократії. Вербування єврейських добровольців до їхніх лав припинилося в 1918 році, а пізніше легіони були залучені до погромів.

### Канів
Німеччина вважала перебування польських військових частин в Україні порушенням Берестейського договору. Опівночі з 10 на 11 травня 1918 р. німецькі війська атакували польські частини під Каневом. Жодних попереджень перед нападом не було. Бій тривав один день. Після закінчення закінчення боєприпасів 2-й польський корпус здався. Багато людей отримали серйозні поранення. Польська армія втратила менше 1000. Німці близько 1500. Галлер уникнув ув'язнення, інсценувавши власну смерть. Під прізвищем «Мазовецький» втік до Москви, де став головою Комісії Війська Польського.

### Франція

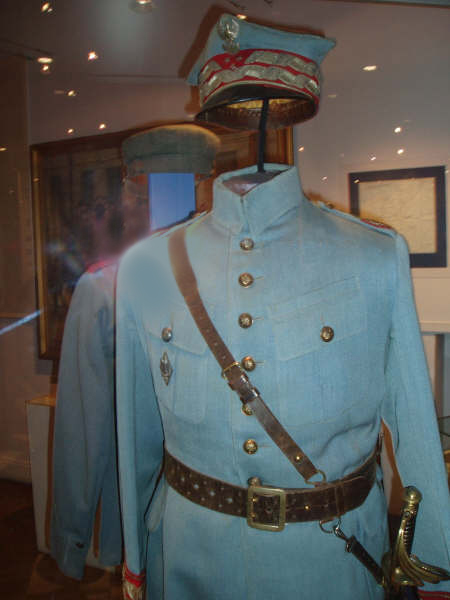
Уніформа генерала Галлера як командувача блакитною армією (Військовий музей, Варшава)

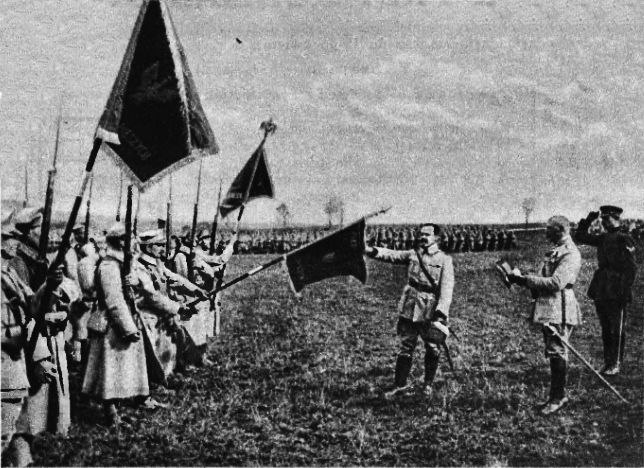
Генерал Юзеф Галлер торкається бойового прапора Блакитної армії.

У липні 1918 року після тривалої подорожі через Карелію і Мурманськ генерал Галлер прибув до Франції. 4 жовтня 1918 року його призначили відповідальним за формування польського війська. Ці підрозділи були організовані добровольцями. До їх складу входили поляки, які спочатку служили у французькій армії, колишні військовополонені австро-угорської та німецької армій (близько 35 тис.), а також польські емігранти зі США та Канади (близько 23 тис. осіб) та Бразилії (300 осіб). Політичний нагляд за армією спочатку був компетенцією Польського національного комітету. Але згідно з угодою від 28 вересня 1918 року Блакитну армію визнали країни-учасниці Антанти та незалежне польське військо.
У 1918 році польські війська під командуванням Юзефа Галлера боролися з німецькими солдатами на західній лінії фронту в гірському районі Вогезів і Шампані.

### Блакитна армія
Закінчення війни не завадило збільшенню польського війська у Франції, відомого через свої уніформи як Блакитна армія. Згодом чисельність солдатів перевищила 100 тис. Завдяки зброї, що постачалася з Франції, польське військо остаточно стало значною військовою силою. Починаючи з квітня 1919 р. людей і спорядження переправляли до Польщі. Сучасне озброєння Блакитної армії, особливо літаки та танки Renault FT, посилили збройні сили Польщі, які ще не були засновані. Генерал Галлер прибув до Варшави 21 квітня 1919 року, де його зустріли як національного героя. Йому присвоєно звання почесного громадянина Варшави. Блакитна армія брала участь в антиєврейському насильстві, а її солдати брали участь у погромах.

## Наслідки Першої світової війни

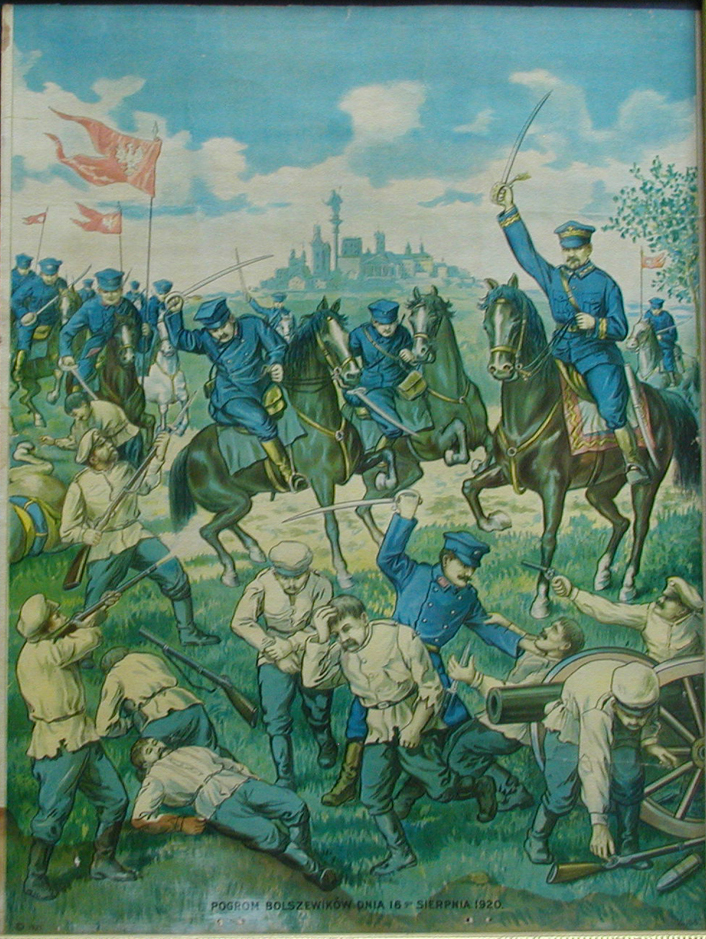
Синя армія під командуванням генерала Юзефа Галлера фон Галленбурга захищала Варшаву в битві під Варшавою під час польсько-радянської війни 1920 року.

### Польсько-українська війна
Оскільки Блакитне військо було єдиною добре озброєною бойовою одиницею у відтвореному Війську Польському, командування вирішило не розбивати його на дрібніші частини. Вся армія була розгорнута на польсько-українському фронті. У ході переможних боїв проти української армії війська Галлера вийшли до р. Збруч, пройшовши Волинь і Східну Галичину, хоча первинним її завданням була боротьба на польсько-більшовицькому фронті. Однак у червні самого генерала відправили на польсько-німецький кордон, щоб прийняти командування армією на Південно-Західному фронті.

### Помор'я
| Ліві лапки | Як Венеція символізувала свій шлюб з Адріатикою, так і ми, поляки, символізуємо наш шлюб з нашим дорогим Балтійським морем. | Праві лапки |

У жовтні 1919 року Галлеру було доручено командувати Поморським фронтом, створеним для того, щоб претендувати на територію Померанії мирним і плановим шляхом, оскільки ця територія була надана Польщі згідно з Версальським договором. Як і було заплановано, захоплення Померанії почалося 18 січня 1920 року, починаючи з Торуня, який захопили ескадрони 16-ї Поморської піхотної дивізії. Більше територій було відібрано у відступаючої німецької армії до 11 лютого 1920 року, коли останні солдати покинули Гданськ (Данциг).
Незважаючи на кілька інцидентів, у тому числі збройний опір і диверсії, захоплення Померанії пройшло досить легко. 10 лютого 1920 року генерал Галлер разом з міністром внутрішніх справ Станіславом Войцеховським і новою адміністрацією Поморського воєводства прибули до Пуцька, де здійснили «символічний обряд вінчання» Польщі та Балтійського моря.

### Польсько-радянська війна
У 1920 р. Галлера призначили генеральним інспектором Добровольчої армії, у формування якої він зробив великий внесок. Під час битви під Варшавою він очолював війська, що захищали передову частину столиці. Він також був членом Ради оборони нації (липень-серпень 1920), а потім очолив Північно-Східний фронт. На цьому етапі своєї кар'єри він побачив кінець війни.

## Міжвоєнний період

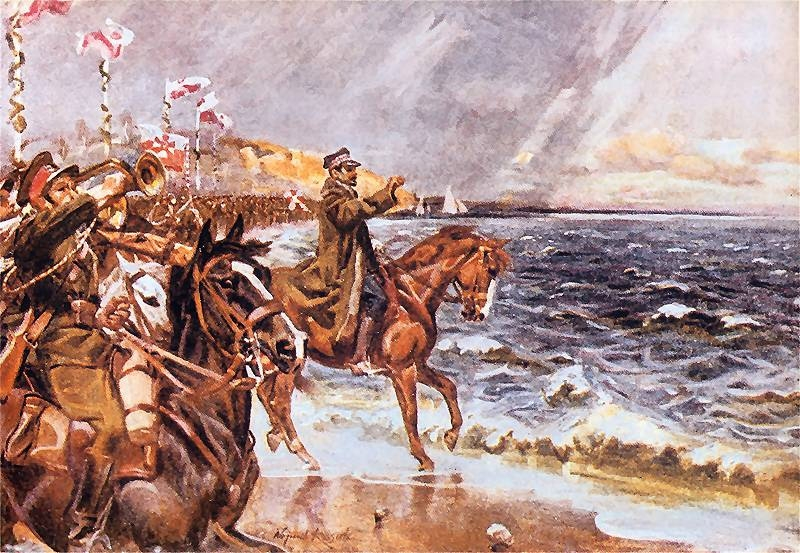
Картина «Польське вінчання з морем» (1931) Войцеха Коссака (1857—1942). Генерал Галлер кидає церемоніальний перстень у Балтійське море.

Після війни Юзеф Галлер, між іншим, обіймав посаду генерального інспектора артилерії (у 1920-26 рр.) та президента Вищої військово-оціночної комісії. Він також був членом Військової ради, керував Союзом Галлерчиків, а з 3 липня 1920 року до 4 лютого 1923 року був президентом Польської асоціації скаутів і провідників. У 1922-27 рр. був членом Сейму від партії Християнський союз національної єдності. Через свої націоналістичні погляди його вважали, зокрема, одним із відповідальних за антисемітські заворушення в Ченстохові 1919 року, в яких брали участь солдати Блакитної армії. Він також був відповідальним за створення атмосфери ворожості щодо президента Габріеля Нарутовича, стверджуючи, що він був обраний «непольськими» голосами; Нарутовича буде вбито через кілька днів після обрання.
У 1923 і знову в 1933 році генерал відвідав Сполучені Штати з місією підтримки ветеранів та інвалідів Блакитної армії. Серед об'єктів, які відвідав генерал Галлер у 1923 році, була базиліка Св. Гіацинта в польському селі Чикаго, де він взяв участь у церемоні освячення пам'ятника, присвяченого Блакитній армії, який досі стоїть у «Саду пам'яті» поруч із базилікою.
Генерал Галлер засудив травневий державний переворот Пілсудського, в результаті якого він був відправлений у відставку 31 січня 1926 року. У 1920-х роках разом зі своєю дружиною Олександрою та сином Еріком він оселився в Померанії в маєтку Горзухово поблизу Хелмно. У 1936-39 роках він був одним з організаторів і лідерів Фронту Моргеса, який був в опозиції до уряду режиму санації. 10 жовтня 1937 року на установчих зборах лейбористської партії він був обраний головою головного правління партії.

## Друга Світова війна

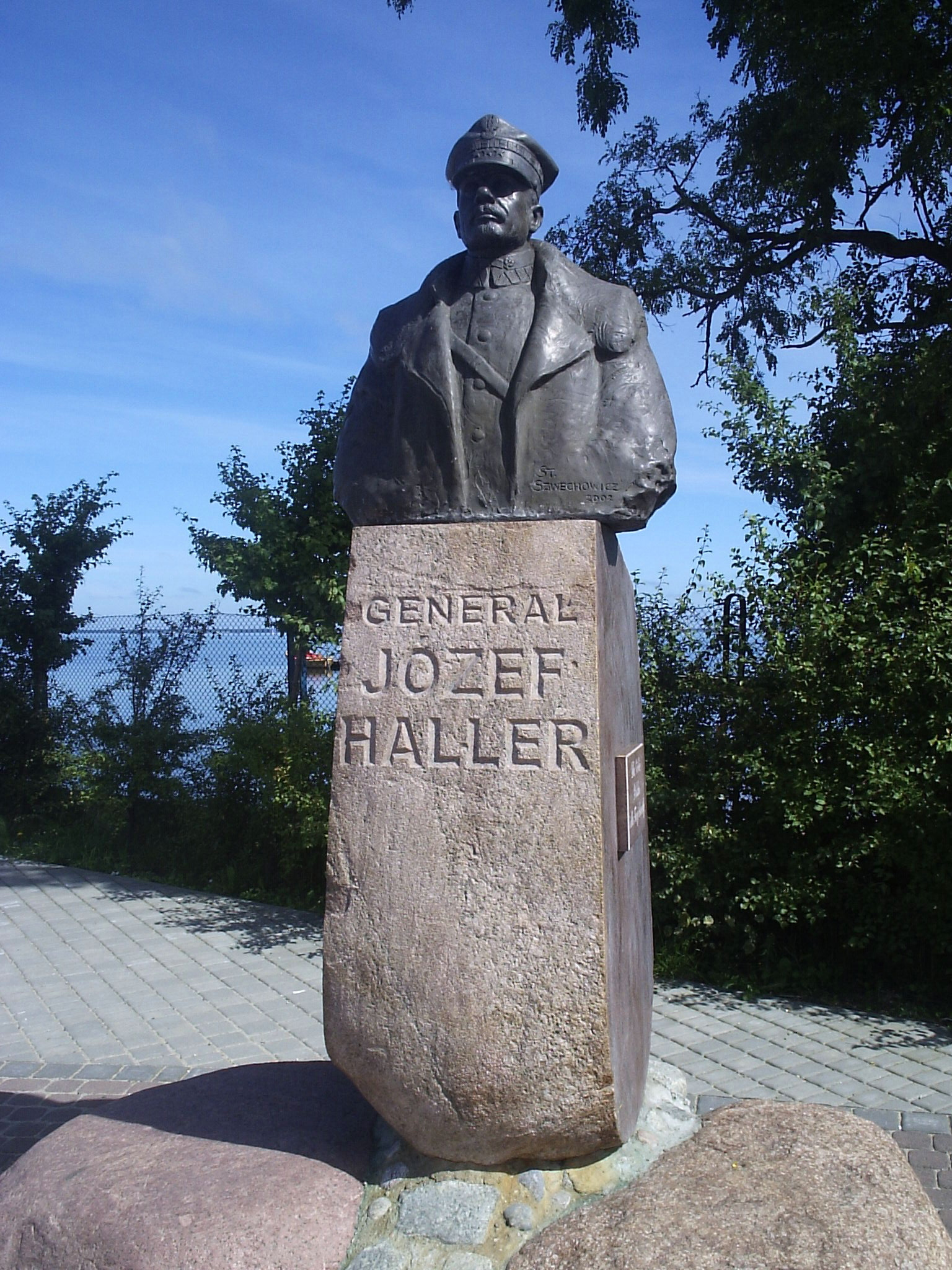
Меморіал ген. Юзефа Галлера в Пуцьку, Польща

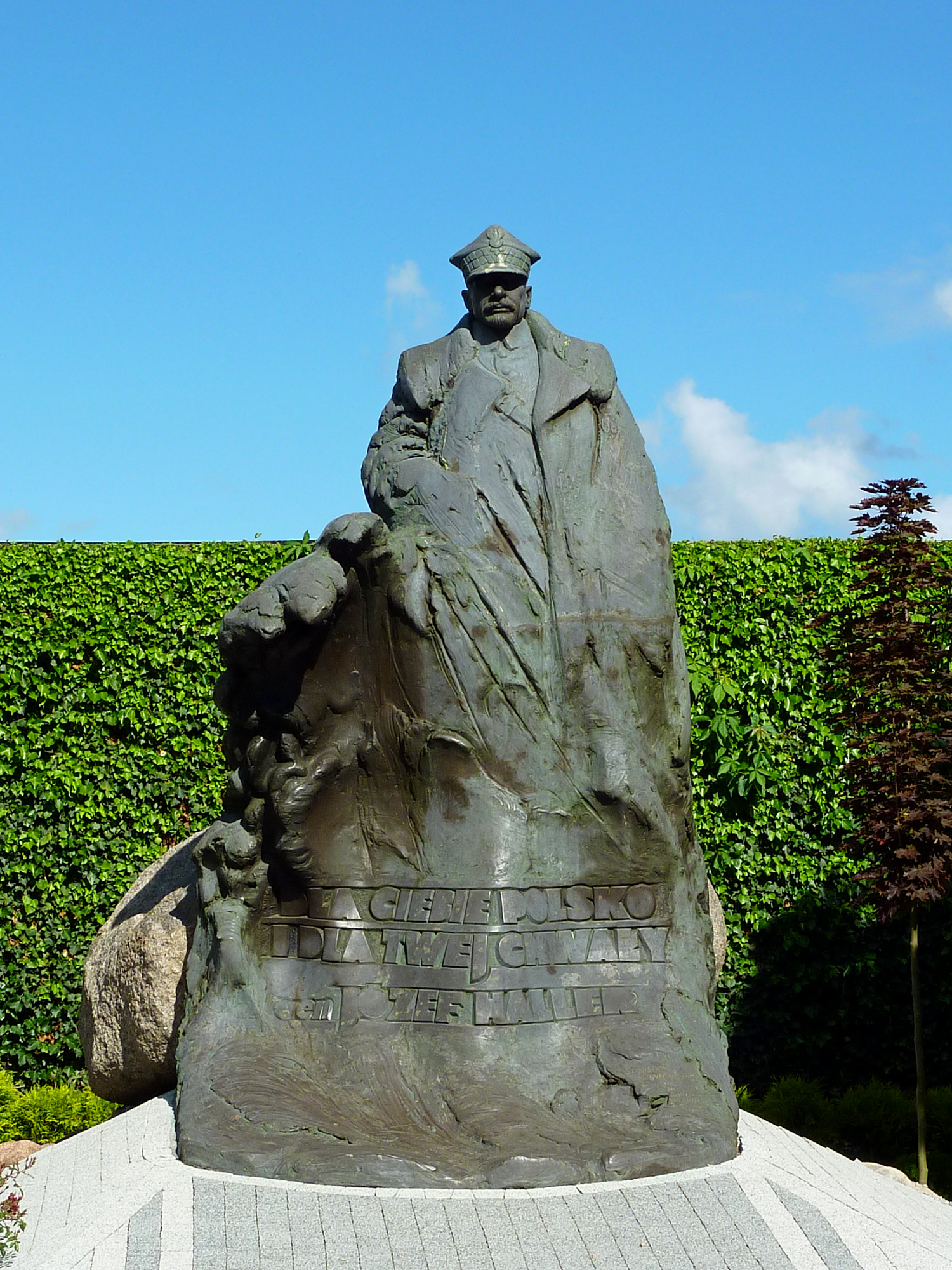
Пам'ятник Юзефу Галлеру в м.Владиславово, Польща

Галлер (герб)

Після початку Другої світової війни Галлеру вдалося пробратися через Румунію до Франції, де він запропонував себе служити в уряді генерала Владислава Сікорського, який мав бути сформований. Він також очолив Міжурядовий комітет з питань реєстрації. У перших числах листопада 1939 року він увійшов до складу уряду як міністр без портфеля. На межі 1939—1940 років він знову вирушив до США, але цього разу, щоб заохотити американську Полонію приєднатися до польської армії, яка формувалася у Франції.
Після падіння уряду у Франції Галлер досяг Великої Британії через Іспанію та Португалію. У Великій Британії в 1940—1943 рр. він був міністром освіти польського уряду в екзилі.

## Після війни
Після війни Юзеф Галлер вирішив залишитися за кордоном і назавжди оселився в Лондоні, де, охоплений легендою про «Синього генерала», помер 4 червня 1960 року у віці 86 років. Його поховали на кладовищі Ганнерсбері. Завдяки ініціативі польських скаутів з команди «Білі» 23 квітня 1993 року його прах було повернуто до Польщі і зараз зберігається в крипті гарнізонного костелу Св. Агнешки в Кракові.

## Звання
- Капітан артилерії — 1909 р.
- Капітан піхоти — 18 жовтня 1914 р.
- Майор піхоти — 25 жовтня 1914 р.
- підполковник піхоти — 20 листопада 1914 р.
- Полковник піхоти — 14 березня 1915 р.
- Бригадир — 07.04.1918 р.
- Генерал-майор — 29 листопада 1918 р.
- Генерал-лейтенант — 10 червня 1920 р.

## Нагороди та відзнаки
- Кавалер ордена Білого Орла
- Срібний хрест ордена Virtuti Militari
- Командорський хрест Ордена Відродження Польщі
- Хрест Доблесті, чотири рази
- Орден Почесного легіону II ступеня (Франція)
- Бойовий хрест[en] (Франція)
- Скаутський Хрест[en]
- Мальтійський орден
- Орден Святого Станіслава
- Імператорський орден Леопольда
- Орден Васи
- Медаль «За військові заслуги» (Австро-Угорщина)
- Великий офіцер Ордена Корони Італії
- Хрест Свободи другого класу (Естонія)

## Спадщина
Після Першої світової війни було сформовано варшавський відділ Ордена мечів Галлера, щоб вшанувати військові заслуги осіб, які допомагали в польському русі за незалежність. Організація нагородила Мечами Галлера, відзнакою із зображенням польського орла та схрещених мечів, кілька польських солдатів і кількох союзників. Серед одержувачів:
- Кларенс Ренсом Едвардс[en][7]
- Лоуренс Хоулі Уотрес[en][6]
- Гровер Вейлен[en][8]